# Oakamoor
Oakamoor es una parroquia civil y un pueblo del distrito de Staffordshire Moorlands, en el condado de Staffordshire (Inglaterra).

## Geografía
Según la Oficina Nacional de Estadística británica, Oakamoor tiene una superficie de 6,3 km².

## Demografía
Según el censo de 2001, Oakamoor tenía 645 habitantes (50,08% varones, 49,92% mujeres) y una densidad de población de 102,38 hab/km². El 11,32% eran menores de 16 años, el 79,53% tenían entre 16 y 74, y el 9,15% eran mayores de 74. La media de edad era de 43,41 años. Del total de habitantes con 16 o más años, el 30,77% estaban solteros, el 54,72% casados, y el 14,51% divorciados o viudos.
El 97,22% de los habitantes eran originarios del Reino Unido. El resto de países europeos englobaban al 0,46% de la población, mientras que el 2,32% había nacido en cualquier otro lugar. Según su grupo étnico, el 97,53% eran blancos, el 1,08% mestizos, el 0,46% negros, el 0,46% chinos, y el 0,46% de cualquier otro salvo asiáticos. El cristianismo era profesado por el 81,06%, el budismo por el 1,09%, y el islam por el 0,47%. El 12,27% no eran religiosos y el 5,12% no marcaron ninguna opción en el censo.
Había 271 hogares con residentes, 13 vacíos, y 7 eran alojamientos vacacionales o segundas residencias.